# Post & Telecommunication Hub
Post and Telecommunication Hub é um arranha-céu, actualmente é o 68º arranha-céu mais alto do mundo, com 260 metros (853 ft). Edificado na cidade de Guangzhou, República Popular da China, foi concluído em 2003 com 66 andares.